# Lutzomyia nematoducta
Lutzomyia nematoducta är en tvåvingeart som beskrevs av Young D. G., Arias J. R. 1984. Lutzomyia nematoducta ingår i släktet Lutzomyia och familjen fjärilsmyggor. Inga underarter finns listade i Catalogue of Life.